# Gary Darrell
Gary Owen Darrell (Hamilton; 10 de enero de 1947) es un jugador de fútbol y entrenador jubilado de Bermudas que jugó en la Liga de Fútbol de América del Norte.

## Trayectoria
Comenzó su carrera profesional en 1963 con el Wellington Rovers, luego en 1967 con Devonshire Colts. En 1972, firmó con el equipo canadiense Montreal Olympique de la North American Soccer League (NASL), la máxima liga de fútbol de Estados Unidos y Canadá.
En 1974, se trasladó al Washington Diplomats también de la NASL donde jugó junto a Johan Cruyff y totalizó siete temporadas, incluidas algunas bajo techo.
Posteriormente volvió con Devonshire Colts para ser el máximo goleador de la Liga Premier en 1974-75 junto con Randy Horton con 10 goles.

## Trayectoria como entrenador
Dirigió a la selección de Bermudas en un impresionante tiempo de 9 años, ya que fue de 1983 a 1992. Luego de 2010 a 2012 fue asistente técnico en el Bermuda Hogges y después estuvo en la selección sub-20 de Bermudas.

## Clubes
| Club                 | País           | Año       |
| -------------------- | -------------- | --------- |
| Wellington Rovers    | Bermudas       | 1963-1967 |
| Devonshire Colts     | Bermudas       | 1967-1972 |
| Montreal Olympique   | Canadá         | 1972-1973 |
| Devonshire Colts     | Bermudas       | 1974-1975 |
| Washington Diplomats | Estados Unidos | 1975-1980 |

## Palmarés

### Títulos nacionales
| Título       | Equipo           | País     | Año     |
| ------------ | ---------------- | -------- | ------- |
| Liga Premier | Devonshire Colts | Bermudas | 1971-72 |

### Distinciones individuales
| Distinción                                     | Año     |
| ---------------------------------------------- | ------- |
| Máximo goleador de la Liga Premier de Bermudas | 1974-75 |